# Glen Rock (New Jersey)
Glen Rock ist eine Stadt im Bergen County, New Jersey, USA. Das U.S. Census Bureau hat bei der Volkszählung 2020 eine Einwohnerzahl von 12.133 ermittelt.

## Geographie
Die geographischen Koordinaten der Stadt sind 40° 57' 39" N, 74° 7' 32" W.
Nach dem amerikanischen Vermessungsbüro hat die Stadt eine Gesamtfläche von 5,7 km², wovon 5,5 km² Land und 0,2 km² (2,74 %) Wasser ist.

## Geschichte
Der National Park Service weist für Glen Rock vier Häuser im National Register of Historic Places (NRHP) aus (Stand 28. November 2018).

## Demographie
Nach der Volkszählung von 2000 gibt es 11.546 Menschen, 3.977 Haushalte und 3.320 Familien in der Stadt. Die Bevölkerungsdichte beträgt 1.638,9 Einwohner pro km². 90,07 % der Bevölkerung sind Weiße, 1,81 % Afroamerikaner, 0,16 % amerikanische Ureinwohner, 6,48 % Asiaten, 0,02 % pazifische Insulaner, 0,61 % anderer Herkunft und 0,86 % Mischlinge. 2,72 % sind Latinos unterschiedlicher Abstammung.
Von den 3.977 Haushalten haben 43,8 % Kinder unter 18 Jahre. 75,1 % davon sind verheiratete, zusammenlebende Paare, 6,8 % sind alleinerziehende Mütter, 16,5 % sind keine Familien, 14,7 % bestehen aus Singlehaushalten und in 9,2 % der Haushalte leben Menschen, die älter sind als 65 Jahre. Die Durchschnittshaushaltsgröße beträgt 2,89, die Durchschnittsfamiliengröße 3,22.
29,4 % der Bevölkerung sind unter 18 Jahre alt, 3,9 % zwischen 18 und 24, 27,4 % zwischen 25 und 44, 25,6 % zwischen 45 und 64, 13,7 % älter als 65. Das Durchschnittsalter beträgt 40 Jahre. Das Verhältnis Frauen zu Männer beträgt 100:94,9, für Menschen älter als 18 Jahre beträgt das Verhältnis 100:89,5.
Das jährliche Durchschnittseinkommen der Haushalte beträgt 104.192 USD, das Durchschnittseinkommen der Familien 111.280 USD. Männer haben ein Durchschnittseinkommen von 84.614 USD, Frauen 52.430 USD. Der Prokopfeinkommen der Stadt beträgt 45.091 USD. 2,4 % der Bevölkerung und 2,1 % der Familien leben unterhalb der Armutsgrenze, davon sind 2,0 % Kinder oder Jugendliche jünger als 18 Jahre und 3,8 % der Menschen sind älter als 65.

## Söhne und Töchter der Stadt
- Rue DeBona (* 1976), US-amerikanische Sängerin, Schauspielerin und Moderatorin
- Daniel Flaherty (* 1993), US-amerikanischer Schauspieler
- Charlie Tahan (* 1998), US-amerikanischer Schauspieler